# Walter Ostanek
Ladislav Walter Ostanek, kanadski glasbenik in harmonikar, * 20. april 1935, Duparquet, Quebec, Kanada.
Ostanek je slovenskega porekla. Pri devetih letih je v dar dobil svojo prvo harmoniko. Leta 1963 je s svojo skupino Walter Ostanek Band posnel prvo ploščo. Danes je znan kot »Kanadski kralj polke«.
Trenutno živi v mestu St. Catharines v Ontariu, kamor se je preselila njegova družina še ko je bil deček.
Prejel je tri Grammyje, nominiran pa je bil trinajstkrat. Njegov slog so primerjali s slogom Ameriškega kralja polke, Frankieja Yankovica.